# Georg von Rosen
Johan Georg Otto von Rosen (født 13. februar 1843 i Paris, død 3. marts 1923 i Stockholm) var en greve og maler.
Rosen studerede fra 1855 Kungliga Akademien för de fria konsterna i Stockholm, malede 1860 i Leipzig under Carl Werner, lærte her akvarelmaleriet og søgte ved de følgende års studier tilknytning til udlandets kunst. Afgørende betydning for Rosens kunst fik Antwerpen-maleren Hendrik Leys, hos hvem han studerede i 1863 og til hvem han atter i 1869 søgte tilbage. Men i øvrigt arbejdede han 1861—62 i Weimar under Jean-François Portaels, studerede 1866 i Rom (under Simonetti Skabelon:Hvem er det ?), i Paris, i Bryssel, 1870—71 i München,  og hentede i 1864 på en orientrejse en mængde motiver til farvefriske  akvareller. Da han 1871 vendte tilbage til Stockholm, var han i  besiddelse af højt udviklet malerisk kultur og havde en anselig  produktion bag sig. Om den anseelse, han hurtig vandt sig, vidner i  nogen måde de udmærkelser, der blev ham til del; 1872 blev han  akademimedlem, 1874 viceprofessor, 1880 professor, 1880—87 og 1893—99 var han akademiets direktør. Rosens første større arbejder, Sten Sture’s Indtog i Stockholm for hvilket han fik akademiets medalje og akvarellen Vielse i et svensk Smedegildes Kapel  og andre, viser stærk påvirkning fra Leys’ arkaiserende stil, der også  præger mange andre af hans kulturhistoriske fremstillinger i  middelalderlig stil: Raderingerne Göran Persson ser fra sit Vindu Sten Sture’s Indtog (1868), Ture Jönsson (1869) med flere, og Rosens hovedværk, det store, i komposition og farve udmærkede, karakterfulde Erik XIV, Karin og G. Persson. I 1881 malede Rosen, i friere stil, for den danske stat Erik XIV i Fængsel, hvor særlig Karins skikkelse og solbelyste ansigt er af højt sjæleligt værd, Statens Museum for Kunst. Portrættet af faderen (1868, Nationalmuseum) er den første betydeligere prøve på hans fremragende, noble, på en gang intime og fornemme portrætkunst: Selvportræt (1869, Stockholms Akademi), et andet, særlig berømt selvportræt fra 1877 til Galleria degli Uffizi i Firenze,  det monumentale portræt af Adolf Erik Nordenskiöld. 
Rosen var tillige billedhugger og lavede blandt andet en buste af faderen og skrev Bref från Orienten (1865), Ur min fars minnen (1880), Sista dagen (1880, som selvstændig bog 1901, illustration af Olle Hjortzberg) med mere. 
Han var medlem af Det Kongelige Danske Kunstakademi.

## Galleri
- Georg von Rosen, Sten Sture’s Indtog i Stockholm, 1864, Nationalmuseum
- Georg von Rosen, Erik XIV og Karin Månsdotter, 1871,Nationalmuseum
- Georg von Rosen, Erik XIV i fængsel, 1881, Statens Museum for Kunst
- Georg von Rosen, A.E. Nordenskiöld, 1886, Nationalmuseum